# 2022년 의회 해산 소집법
2022년 의회 해산 소집법(영어: Dissolution and Calling of Parliament Act 2022)은 영국 의회에서 제정한 법으로, 기존의 2011년 고정임기 의회법을 폐지하고 과거 영국 국왕의 고유권한이었던 의회의 해산·소집 권한을 부활시킴으로서 해당법 제정 이전의 헌법적 여건을 복원한 법이다. 실질적으로는 국왕이 총리의 요청에 따라 해산 권한을 행사하기 때문에, 총리가 원하는 시기에 총선을 실시할 수 있는 권한을 회복시킨 법으로 볼 수 있다.
법안의 원 명칭은 2011년 고정임기 의회법 (폐지) 법안(영어: Fixed-term Parliaments Act 2011 (Repeal) Bill)이었다. 2021년 영국 의회 개원식에서 법안 추진 계획이 처음 발표되어, 2021년 5월 12일 1차 독회를 거쳐 2022년 3월 24일 국왕의 재가를 받았다. 법안 발의는 랭커스터 공국상 마이클 고브가 맡았다. 당시 보리스 존슨 정권은 고정임기 의회법을 폐지하겠다는 공약을 이행하기 위하여 폐지안을 발의하였다. 2019년 영국 대법원이 의회일정 연기가 불법이라고 판결한 것에 대한 대응으로, 해당 법안에는 국왕의 부활된 특권이 사법 판결의 대상이 되지 않도록 하는 예외 조항도 들어갔다. 이로써 법원이 국왕의 의회 해산권한과 관련된 판결을 내리는 것을 막게 되었다.

## 배경
2019년 7월 영국 총리에 취임한 보리스 존슨은 조기총선 실시를 위한 원내표결에서 3차례의 표결을 거쳤으나 고정임기 의회법에 규정된 의원수 2/3의 동의 요건을 충족하지 못했다. 결국 보리스 존슨 정부는 2019년 조기 의회 총선법이란 별도의 법안을 발의하여 조기총선을 선언하였다. 
2019년 총선에 앞서 발표된 보수당 공약집에는 "우리는 고정 임기 의회법을 폐지할 것이다. 국가에 결정적인 조치가 필요한 시점에 마비를 초래했다"며 해당 법의 폐지 공약이 담겼으며, 제1야당인 노동당 공약집에도 "노동당 정부는 민주주의를 억압하고 약한 정부를 지탱하는 2011년 고정임기 의회법을 폐지할 것"이라며 폐지 움직임에 힘을 보탰다.
2020년 2월 영국 상원에서 벤자민 맨크로프트 경이 '2011년 고정 임기 의회법(폐지) 법안'이라는 개인발의 법안을 상정하였으나 1차 독회 이후의 제정절차로 나아가지는 못했다.

## 조항
2022년 의회 해산 소집법은 제1장에서 2011년 고정임기 의회법을 폐지하고, 제2장에서 "2011년 고정임기 의회법이 제정되지 않았다는 전제로서" 국왕 특권으로부터 파생된 의회 해산 및 소집 권한을 되살리는 내용이 담겼다. 이 두 조항을 통해 2011년 이전의 헌법적 제반환경을 사실상 복원시키게 되었다. 
예외조항인 제3장는 이러한 권한의 행사와 관련된 모든 결정에 관하여, 법원과 재판소의 관할 내에서 해당 권한의 한계와 범위에 대한 심의를 봉쇄토록 하였다. 마지막으로 제4장에서 선거 후 첫번째로 소집된 회의로부터 5년이 지나면 의회가 자동으로 해산되도록 규정하는 조항이 담겼다.

## 입법 과정

### 고정임기의회법 공동위원회
2011년 고정임기 의회법(폐기) 법안의 원안은 고정임기 의회법에 관한 의회 합동위원회의 심의를 위해 2020년 12월 1일 발표되었다. 2020년 12월부터 2021년 1월까지 합동위원회에 제출된 자료에서 법조계 전문가들은 법안의 법적 의미에 있어 여러 가지 논란의 여지가 있음을 강조하였다. 
첫째로 법안으로 부활하게 되는 해산 권한이 실질적으로 국왕 특권에서 나오는지, 아니면 법정 권한으로 부여되는지의 여부였다. 시드니대 헌법학 교수 앤 투메이(Anne Twomey)는 왕실 특권은 비법정 행정권한이고 관습법은 입법부가 아닌 법원에 의해 만들어지기 때문에, 이 법안만으로는 왕실 특권을 되살릴 수 없다고 주장했다. 케임브리지대 민법학 교수 앨리슨 영 (Alison Young)은 사안 자체가 불분명하다고 밝혔다. 그러나 전직 영국대법원 판사인 헤일 남작부인 (Baroness Hale)과 현직 판사 섬션 경 (Lord Sumption), 전 국회의원 고문 스티븐 로즈 경 (Stephen Laws)은 해산 특권이 의회로부터 복원될 수 있다는 견해를 밝혔다. 둘째로 일부 전문가들은 법안 내 예외조항의 타당성에 의문을 제기했다. 전 하원서기 리스베인 경 (Lord Lisvane)과 맬컴 잭 (Malcom Jack), 앨리슨 영은 이 조항의 시행은 현실적으로 어렵다고 주장하였다.
공동위원회는 2021년 3월 24일 법안에 대한 최종 보고서를 발표하였다. 위원 대다수는 "의회가 특정 문제를 사법 영역이 아닌 정치적 영역에서 해결해야 하는 문제로 지정할 수 있어야 한다"는 점을 고려하면 예외 조항이 시행 가능하며, 행정 권한의 남용으로 간주될 수 없다고 주장했다. 그 이유로 "누가 권력을 쥐어야 하는지를 유권자가 결정할 수 있게 하는 것이 권력의 문제"임을 들었다. 왕실특권 문제와 관련해서 공동위원회는 법안 조항 자체는 고정임기 의회법 이전의 헌법적 상황의 본질을 복원하는 데 충분하다고 주장했다. 위원회는 또한 이 법안이 기초적인 헌법적 법안이고 단순히 고정임기 의회법을 폐지하는 것 이상의 역할을 할 것이라는 점을 고려하여, 법안의 제목을 '의회 해산 및 소집 법안' (Dissolution and Summoning of Parliament Bill)으로 변경할 것을 권고하였다.
공동위원회는 또한 의회를 해산하라는 총리의 요청을 거부할 수 있는 권한이 국왕에게 돌아가야 하는지의 여부도 고려하였다. 보리스 존슨 정부는 원안에 첨부된 원칙 성명에서 "향후 의회는  총리의 조언을 거쳐 국왕이 해산할 것"이라고 밝혔다. 그러나 정기의회법 이전 체제에서 총리는 의회해산에 대하여 '조언'이 아니라 '요청'을 하였는데, 이는 국왕이 해산 요청을 거부할 권리를 유보했다는 것으로 해석될 여지가 있다. 이에 공동위원회는 정부에 "해산을 승인하거나 거부할 수 있는 권한은 국왕에게 있으며, 국왕은 예외적인 경우 요청을 거부할 수 있다는 점을 분명히 해야 한다"고 촉구했다.

### 국회 통과
의회 해산 소집법은 영국 내무장관 마이클 고브의 발의로 영국 하원에 상정되어 2021년 5월 12일 1차 독회가 이루어졌다.
2022년 2월 9일, 영국 상원은 의회 해산에 있어 하원표결을 거칠 시 과반표를 200표에서 160표로 하향하기로 수정하였다. 그러나 영국 하원은 3월 14일 292대 217로 수정안을 부결시켰다. 이에 영국 상원은 2022년 3월 22일 수정안 기각 투표를 실시하지 않고 하원의 원안을 통과시켰다. 이후 3월 24일 국왕의 재가를 받았다.

## 참고자료
1. ↑  “Queen's Speech 2021”. 《gov.uk》. 2021년 5월 11일. 2021년 5월 11일에 확인함.
2. ↑  Merrick, Rob (2021년 5월 11일). “Boris Johnson grabs back power to call snap general election by scrapping fixed five-year terms”. 《The Independent》. 2021년 5월 11일에 확인함.
3. ↑  “Boris Johnson pushes for power to call election at any time”. BBC News. 2021년 5월 12일. 2022년 1월 1일에 확인함. The government has set in motion its plan for prime ministers to regain the power to call general elections whenever they like.
4. ↑  “MPs quiz Minister on new reforms to calling general elections”. 《UK Parliament》. 2021년 6월 21일. 2022년 1월 1일에 확인함. The new Bill looks to restore the power of the Prime Minister to call elections when they choose.
5. 1 2 3  “Draft Fixed-term Parliaments Act 2011 (Repeal) Bill” (PDF). 《gov.uk》. 2021년 5월 5일에 확인함.
6. ↑  “Johnson to restore power to choose general election date”. 《Shropshire Star》. 2021년 5월 13일에 원본 문서에서 보존된 문서. 2021년 5월 13일에 확인함.
7. 1 2  “Dissolution and Calling of Parliament Bill”. Parliament of the United Kingdom. 2021년 5월 12일에 확인함.
8. 1 2  “Government to fulfil manifesto commitment and scrap Fixed-term Parliaments Act”. 《gov.uk》. 2020년 12월 1일. 2021년 5월 6일에 확인함.
9. ↑  “What does the new Dissolution Bill do?”. BBC News. 2021년 9월 13일. 2022년 3월 15일에 확인함.
10. ↑  “Boris Johnson fails in third attempt to call early general election”. 《The Guardian》. 2019년 10월 28일. 2022년 1월 1일에 확인함. Boris Johnson has lost his third bid for a general election, after Labour abstained and he failed to reach the two-thirds majority of MPs he needed for a poll. The result was 299 votes for and 70 against.
11. ↑  “Get Brexit Done: the Conservative and Unionist Party Manifesto 2019” (PDF). 《Conservative and Unionist Party》. 48쪽. 2019년 11월 24일에 확인함.
12. ↑  “It's Time For Real Change: The Labour Party Manifesto 2019” (PDF). 《labour.org.uk》. 82쪽. 2019년 11월 21일에 원본 문서 (PDF)에서 보존된 문서. 2022년 1월 1일에 확인함.
13. ↑  Rentoul, John (2020년 11월 29일). “What is going to happen to the Fixed-term Parliaments Act?”. 《The Independent》. 2021년 5월 6일에 확인함.
14. ↑  “Fixed-term Parliaments Act 2011 (Repeal) Bill [HL] 2019-21”. Parliament of the United Kingdom. 2021년 5월 6일에 확인함.
15. ↑  “Dissolution and Calling of Parliament Bill” (PDF). Parliament of the United Kingdom. 2021년 5월 12일. 2021년 5월 12일에 확인함.
16. 1 2  Walker, Alex (2021년 2월 19일). “The Joint Committee on the Fixed-term Parliaments Act: an update”. 《The Constitution Society》. 2021년 5월 5일에 확인함.
17. ↑  “Oral evidence: Review of the Fixed-term Parliaments Act, HC 1046”. Parliament of the United Kingdom. 2020년 12월 17일. 11쪽. 2021년 5월 5일에 확인함.
18. ↑  “Joint Committee on the Fixed-Term Parliaments Act: Report”. Parliament of the United Kingdom. 2021년 3월 24일. 30, 34, 44쪽. 2021년 5월 5일에 확인함.
19. 1 2  “Repealing the Fixed-term Parliaments Act: Major constitutional change needs careful scrutiny, says Joint Committee”. Parliament of the United Kingdom. 2021년 3월 24일. 2021년 5월 8일에 확인함.
20. 1 2  “Dissolution and Calling of Parliament Act 2022: Progress through Parliament”. 《House of Commons Library》. Parliament of the United Kingdom. 2022년 5월 3일에 확인함.
21. ↑  “24 March 2022 Royal Assent Commission and Crown Office notice.”. Crown Office. 2022년 8월 17일에 확인함.

## 관련 문헌
- Robert Blackburn (1989). “The summoning and meeting of new Parliaments in the United Kingdom”. 《Legal Studies》 9 (2): 165–176. doi:10.1111/j.1748-121X.1989.tb00392.x.